# Georg Knabe
Georg Knabe (* 8. August 1894 in Mühlhausen/Thüringen; † 1978) war ein deutscher Politiker (CDU). Er war sächsischer Minister für Handel und Versorgung und Abgeordneter des Volksrates bzw. der Volkskammer der DDR. Er flüchtete 1951 nach West-Berlin.

## Leben
Knabe studierte Volkswirtschaft an der Universität Halle (Saale) und promovierte zum Dr. rer. pol. Knabe wirkte als Direktor der Papiermacher-Genossenschaft Chemnitz. Er wurde jedoch 1933 von den Nationalsozialisten als Angehöriger einer Freimaurerloge entlassen und war anschließend als Wirtschaftsberater tätig. 
Nach Kriegsende 1945 arbeitete er wieder als Direktor der Papiermacher-Genossenschaft. Knabe trat zunächst der LDP bei, trat aber im November 1945 zur CDU über. Von November 1945 bis Dezember 1946 war er als Ministerialrat im Ressort Landwirtschaft, Handel und Versorgung der Landesverwaltung Sachsen tätig. Von Dezember 1946 bis November 1950 fungierte er als sächsischer Minister für Handel und Versorgung im Kabinett Friedrichs II sowie im Kabinett Seydewitz I. Er wurde im Zusammenhang mit der Flucht des Finanzministers Gerhard Rohner (CDU) abgesetzt.
Von Juni 1948 bis Mai 1951 war er Beisitzer im Landesvorstand der CDU Sachsen. Von Juli bis Oktober 1950 gehörte er als Abgeordneter dem Sächsischen Landtag an. Von 1948 bis 1951 war er Mitglied des Deutschen Volksrates bzw. der Volkskammer. 
Von 1950 bis Mai 1951 gehörte er dem geschäftsführenden Hauptvorstand der CDU an. Im Februar 1951 wurde er zum kommissarischen Leiter des Finanzgerichtes von Ost-Berlin berufen. Im Mai 1951 floh Knabe nach West-Berlin.